# Retascón
Retascón là một đô thị ở tỉnh Zaragoza, Aragon, Tây Ban Nha. Theo điều tra dân số 2004 của Viện thống kê Tây Ban Nha (INE), đô thị này có dân số là 99 người. Diện tích đô thị này là 25 ki-lô-mét vuông. Đô thị này nằm ở độ cao 800 m trên mực nước biển.
Mã số bưu chính là 50367.